# 沖縄アイランドパーク
沖縄アイランドパーク（おきなわアイランドパーク）は、かつて沖縄県沖縄市にあった思川企画が経営していた遊園地である。1990年（平成2年）4月1日に沖縄こどもの国内にオープン。日本最南端の遊園地として有名になった。その後、入場者数の減少により1999年（平成11年）8月に閉園した。
閉園後はこどもの国へ土地の引き渡しが行われていたが、跡地は遊具が撤去された後、現在はほぼ使用されていない状態である。

## 沖縄こどもの国との関係
こどもの国内に開園したことにより、アイランドパーク側が売上金の一部をこどもの国に支払うことになっていたが、1996年（平成8年）8月にこどもの国が未払いの売上歩合金を求め提訴。翌年の9月にアイランドパークを経営する思川企画が夜間営業廃止による損害賠償金をこどもの国に請求し、2園間で対立が起こった。
2年後の1999年（平成11年）5月からは和解に向けての話合いが行われたが、同年8月にアイランドパークが閉園。翌年の2月から使用しなくなった遊具等の有償引き取り（約11億円）などで交渉が決裂し、思川企画は固定資産有益費などを求める裁判を起こす方針を立てた。
その後、こどもの国は閉園敷地に残った遊具などの施設の危険性を訴え、和解案を提出。沖縄市もこどもの国の提出した、無償全面撤去を強く要望し、翌年の2000年（平成12年）4月に思川企画が和解案を全面的に受け入れた。和解案ではアイランドパークが保有する遊具等の全設備をこどもの国に無償提供し敷地を引き渡すことや、両園間で対立した売上歩合金請求、夜間営業の損害賠償請求を全て放棄するなどという内容であった。

## 跡地

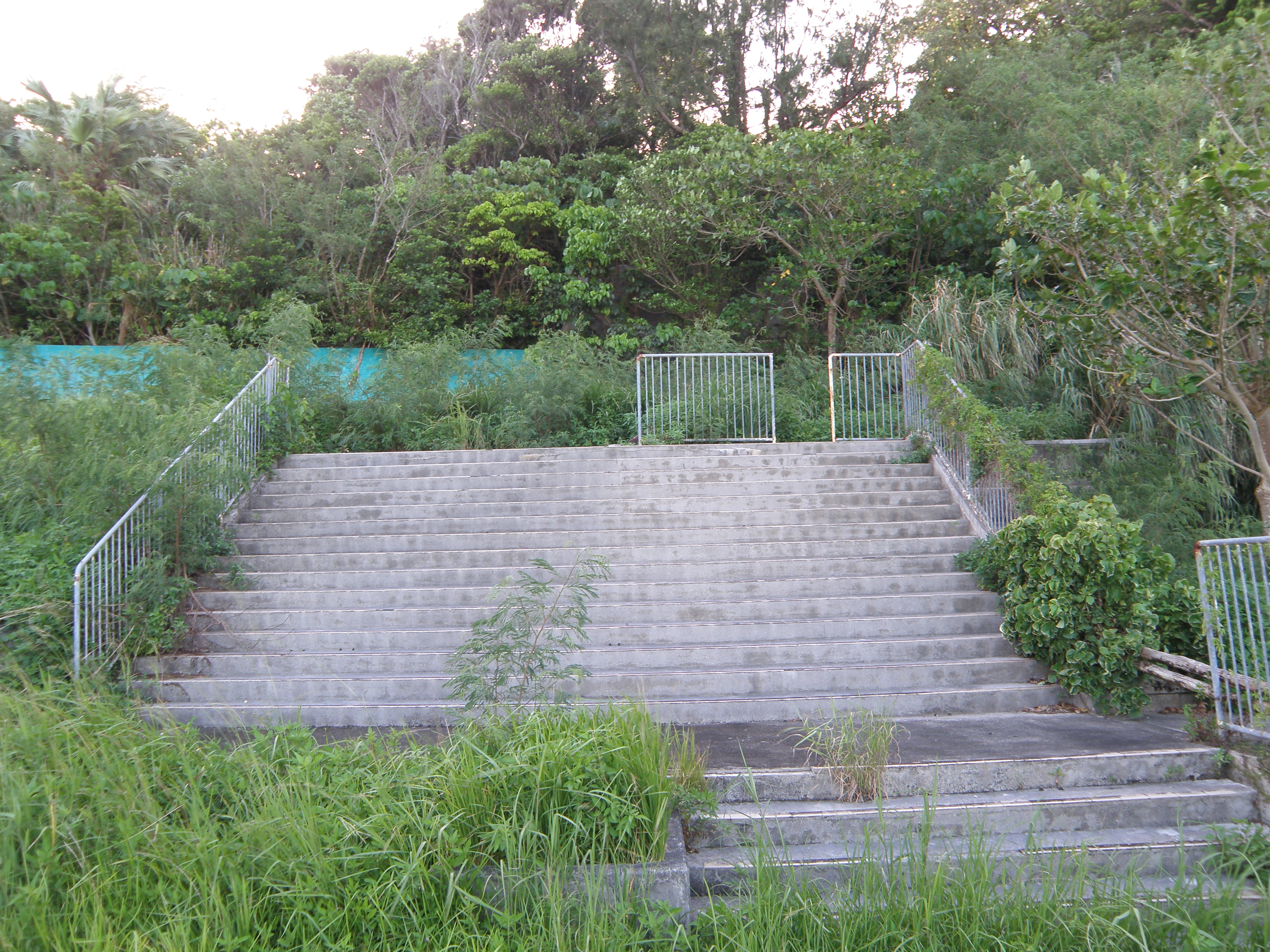
観覧車に上がるために使われていた階段（2018年撮影）

前述の和解成立後、遊具などの施設を撤去。県内唯一であった観覧車（現在は北谷町美浜のアメリカンビレッジに観覧車がある）のみ営業を続けたが、後に運行を停止。また、全国初となる「ノンタン工房」もオープンしたが、こちらも後に閉鎖された。2004年（平成16年）にこどもの国がリニューアルオープンし沖縄子ども未来ゾーンとなっても跡地はそのままである。